# Heinrich Cunow

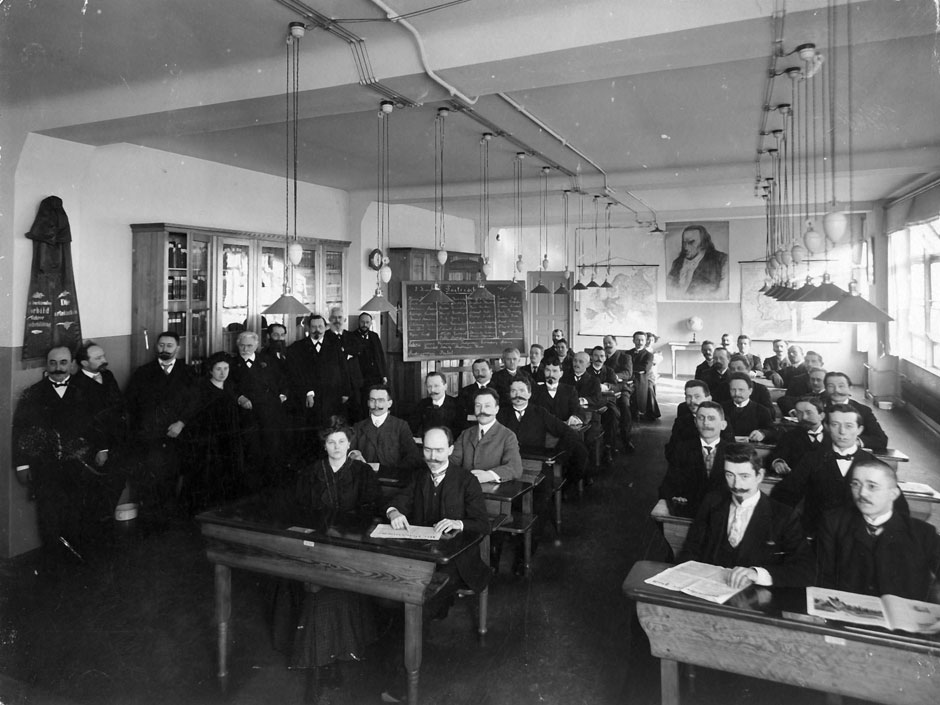
Escuela del Partido Socialdemócrata de Alemania, 1907. Profesores en la derecha (de izquierda a derecha): Hugo Heinemann, Heinrich Schulz, Kurt Rosenfeld, Rosa Luxemburgo, August Bebel, Arthur Stadthagen, Heinrich Cunow, Franz Mehring, Emmanuel Wurm. Entre los estudiantes: fila izquierda, izquierda en la segunda fila - Wilhelm Pieck, fila derecha, tercera fila desde la izquierda - Friedrich Ebert.

Heinrich Cunow (11 de abril de 1862, en Schwerin, Mecklemburgo-Schwerin – 20 de agosto de 1936) fue un político del Partido Socialdemócrata de Alemania y un destacado teórico marxista.
Cunow se opuso inicialmente a la Primera Guerra Mundial en 1914, pero cambió su punto de vista. En 1915 se unió a Paul Lensch y Konrad Haenisch en el grupo Lensch-Cunow-Haenisch. Cunow sostuvo que el imperialismo alemán era progresista porque los métodos anticuados de producción de los pueblos primitivos fueron eliminados por la modernización y el crecimiento industrial. En este período denunció la declaración del grupo parlamentario socialdemócrata en defensa de un derecho universal de autodeterminación para todos los pueblos. Más que un derecho natural, Cunow defendía la autodeterminación de las naciones con una cultura superior y democrática, pero se oponía a ella cuando proporcionaba un subterfugio detrás del cual se escondía un mero engrandecimiento nacional. En esto se opuso a él Karl Kautsky.
Asumió el cargo de editor de la revista teórica socialdemócrata Die Neue Zeit cuando Kautsky se separó para unirse al Partido Socialdemócrata Independiente de Alemania (USPD) en 1917 y ocupó el cargo hasta 1923, tras la fusión del USPD con el Partido Socialdemócrata Mayoritario de Alemania. Cunow fue nombrado en 1919 profesor asociado de ciencias sociales e historia económica en la Universidad Frederick William de Berlín.
En 1933, después de que el Partido Nazi llegara al poder, Cunow perdió su pensión y sus escritos fueron quemados públicamente. El 20 de agosto de 1936 murió empobrecido y olvidado en Berlín.

## Obras seleccionadas
- Zur Urgeschichte der Ehe und Familie, 1912 – Sobre la prehistoria del matrimonio y la familia.
- Ursprung der Religion und des Gottesglaubens, 1913 – Origen de la religión y de la fe en Dios.
- Die Marxsche Geschichts-, Gesellschafts- und Staatstheorie; Grundzüge der Marxschen Soziologie, 1920/21 – Teoría marxista de la historia, la sociedad y el Estado; Principios de la sociología marxista.
- Geschichte und Kultur des Inkareiches; ein Beitrag zur Kulturgeschichte Altamerikas, 1935 – Historia y cultura del Imperio Inca ; una contribución a la historia cultural de América.